# Школина, Зинаида Николаевна
Школина, Зинаида Николаевна — советский государственный деятель, депутат Верховного совета СССР 5 созыва (1958—1962), Заслуженный врач-педиатр РСФСР, главный врач Боровичской детской поликлиники.

## Биография
Зинаида Николаевна Школина родилась в 1916 году в Демянском районе Новгородской области. В 1933 году поступила в Первый Ленинградский медицинский институт (Ныне ПСПбГМУ им. Павлова). После окончания института до 1941 года работала детским врачом и заведующей детской консультацией в городе Боровичи, Новгородская область.
Во время Великой Отечественной войны Школина З.Н. работала детским врачом и заведующей детской консультацией, а затем районным педиатром в городе Иваново Кировского района. В 1945 году была выдвинута на должность заведующей Фрунзенским районным отделом здравоохранения города Иваново. С 1946 года занимала должность главного врача в созданной по ее инициативе городской детской больнице в Боровичах.
16 марта 1958 года Зинаида Николаевна Школина была избрана депутатом Верховного Совета СССР пятого созыва.